# Dzsalál Talabáni
Dzsalál Talabáni (arabul جلال طالباني, kurdul جەلال تاڵەبانی) kurd származású iraki politikus, 1975-től a Kurdisztáni Hazafias Unió vezetője, Irak elnöke 2005. április 7. és 2014. július 24. között.